# Commerce des esclaves en Suède
Le commerce des esclaves en Suède a commencé au début de l'histoire de la Suède et a prospéré aux XVIIe et XVIIIe siècles au moment de la mise en place de l'empire colonial suédois en Amérique du Nord (1638) et en Afrique (1650). Il a été interdit en 1813.
La Suède a signé des traités avec la Grande-Bretagne et la France au sujet du commerce d'esclaves, et des navires suédois ont été impliqués dans le commerce triangulaire. Entre 1784 et 1878, le pays a possédé quelques petites colonies dans les Caraïbes. L'île suédoise de Saint-Barthélemy a été un port franc et une plaque tournante du commerce des esclaves dans les Caraïbes. Les esclaves étaient amenés sans payer de taxes par des navires suédois et étrangers, et les autorités suédoises récupéraient ensuite une taxe quand les esclaves étaient « exportés » hors de l'île.
La Suède a été un important fournisseur de chaînes en fer utilisées pour le commerce d'esclaves.
La Suède a aussi signé des traités avec les États de la côte des Barbaresques, principalement pour vendre des domestiques femmes ou des esclaves sexuels à Constantinople ainsi que dans d'autres possessions ottomanes.
L'esclavage a été mis hors-la-loi en 1335 par Magnus IV de Suède dans le cas de thralls « nés de parents chrétiens » dans le Västergötland et le Värend. En 1847, l'esclavage a été aboli partout en Suède et dans ses colonies, à la suite d'une décision prise en 1846. Les derniers esclaves légalement possédés à Saint-Barthélemy ont été achetés puis libérés par l'État suédois, le 9 octobre 1847.

## De la protohistoire à l'ère viking
L'esclavage dans l'Antiquité reste mal connu, particulièrement dans l'Europe du Nord. Les peuples gaulois et germains le pratiquent, selon les historiens latins. Pour l'âge du bronze et l'âge du fer, les sources sont encore plus floues. Puis, les migrations des peuples aux IIIe siècle-VIe siècle brouillent les pistes. L'Âge des Vikings (1793-1066) apporte des informations plus documentées. Le commerce des esclaves a laissé peu de traces archéologiques mais celui-ci est évoqué dans des textes comme la saga de Olaf Tryggvason ; de plus la quantité extrêmement élevée de dirhams retrouvés en Suède pendant l'ère viking, notamment sur l'île de Gotland, laisse supposer que ces esclaves étaient vendus dans le monde musulman via la route commerciale de la Volga.
- Wendes, Vénètes de la Vistule, Antes, Sklavinies
- Varègues, Vikings
- Khaganat de la Rus', Rus' de Kiev, Riourik
- Âge des Vikings (économie)
- Route commerciale des Varègues aux Grecs
- Route commerciale de la Volga
- Trafic d'êtres humains à l'âge des Vikings (en)
- Thrall
- Traite des esclaves au Danemark (en)

## Sous l'empire colonial suédois
- Empire colonial suédois (1638-1878)
- Traite négrière suédoise
- Gustavia (Saint-Barthélemy) (1784-1877)
- Traite négrière danoise (en)